# TOMM6
TOMM6 (англ. Translocase of outer mitochondrial membrane 6) – білок, який кодується однойменним геном, розташованим у людей на 6-й хромосомі. Довжина поліпептидного ланцюга білка становить 74 амінокислот, а молекулярна маса — 8 002.
| 10         |  | 20         |  | 30         |  | 40         |  | 50         |
| ---------- |  | ---------- |  | ---------- |  | ---------- |  | ---------- |
| MASSTVPVSA |  | AGSANETPEI |  | PDNVGDWLRG |  | VYRFATDRND |  | FRRNLILNLG |
| LFAAGVWLAR |  | NLSDIDLMAP |  | QPGV       |  |            |  |            |

A: Аланін

D: Аспарагінова кислота

E: Глутамінова кислота

F: Фенілаланін

G: Гліцин

I: Ізолейцин

L: Лейцин

M: Метіонін

N: Аспарагін

P: Пролін

Q: Глутамін

R: Аргінін

S: Серин

T: Треонін

V: Валін

W: Триптофан

Задіяний у таких біологічних процесах, як транспорт, транспорт білків, ацетилювання. 
Локалізований у мембрані, мітохондрії, зовнішній мембрані мітохондрій.